# 에티오피아의 대외 관계
에티오피아의 대외 관계는 에티오피아의 전반적인 국제 관계를 의미하며, 관련 업무는 에티오피아 외교부가 관할하고 있다.
에티오피아는 1923년 9월 28일, 아프리카 국가들 가운데 가장 이른 시기에 국제 연맹에 가입한 몇 안 되는 국가 중 하나였으며, 이후 유엔의 창립 회원국이 되었다. 아프리카 분할 시기에도 유럽 열강의 식민 지배를 받지 않고 완전한 주권을 유지한 국가로, 1895년부터 1896년까지 제1차 이탈리아-에티오피아 전쟁을 치렀다. 그러나 국제 연맹은 집단 안보 체계에 따라 에티오피아를 보호하지 못했고, 이로 인해 1936년부터 1941년까지 이탈리아의 침공과 점령을 허용하게 되었다.
1950년대부터는 6.25 전쟁과 콩고 위기 등 유엔 평화 유지 활동에 참여하였으며, 현재 대부분의 국가들과 대외 관계를 유지하고 있다. 또한, 유엔 안전 보장 이사회 비상임이사국으로 활동하고 있다.

## 각국별 대외 관계

### 아메리카

#### 미국
에티오피아는 글로벌 테러와의 전쟁에서 미국의 전략적 파트너이다.
미국의 대에티오피아 개발 원조는 기아 및 빈곤 취약성 감소에 중점을 두고 있으며, 경제, 거버넌스, 사회 부문 정책 개혁을 강조한다.
에티오피아는 워싱턴 D.C.에 대사관을 두고 있으며, 로스앤젤레스에 총영사관을 운영하고 있다.
미국에는 아디스아바바에 대사관이 있다.

### 아시아

#### 대한민국
에티오피아와 대한민국은 1963년 12월 23일에 외교 관계를 수립하였다.
대한민국을 지원하기 위해 6.25 전쟁에 에티오피아군 병력 6,037명이 참전하였다.

### 아프리카

#### 케냐
에티오피아와 케냐는 1964년 6월 26일에 외교 관계를 수립하고, 나이로비에 에티오피아 대사관을 개설하였다.
케냐와 에티오피아 간의 관계는 1954년으로 거슬러 올라가며, 당시 하일레 셀라시에 1세 치하의 에티오피아 당국이 영국령 케냐 식민지에 명예 총영사관을 설치한 것이 그 시작이다. 1961년 케냐 독립 이전에 에티오피아는 케냐에 첫 대사를 임명하였고, 6년 후 케냐는 아디스아바바에 대사관을 개설하였다.
두 나라 사이의 국경은 1970년 6월 9일, 에티오피아와 케냐가 체결한 조약에 근거하며, 이는 기존의 모든 국경 조약을 폐기하고 현재의 국경선을 확정하는 내용이다. 해당 국경선은 현재 경계 설정 작업이 진행 중이다.

### 유럽

#### 이탈리아
에티오피아와 이탈리아는 1897년 6월 24일에 외교 관계를 수립하였다.
이탈리아는 에티오피아와 외교 관계를 맺은 최초의 유럽 국가 중 하나이다. 두 나라는 제1차 이탈리아-에티오피아 전쟁과 제2차 이탈리아-에티오피아 전쟁 두 차례의 전쟁을 치렀다.
2011년 양국 간 총 교역량은 455,928,352.26 비르에 달하였다.